# Conquête de Tombouctou par l'armée française
La conquête de Tombouctou désigne la prise de la ville le 10 janvier 1893 par l’armée coloniale française, dans le contexte de la conquête du Soudan français et de la « ruée coloniale ». Cette conquête a la particularité d’avoir été effectuée à l’initiative de l’armée et en trois temps. Toutefois, la conquête de Tombouctou n’a pas pour autant sécurisé la région, peuplée alors de Touaregs.

## Contexte

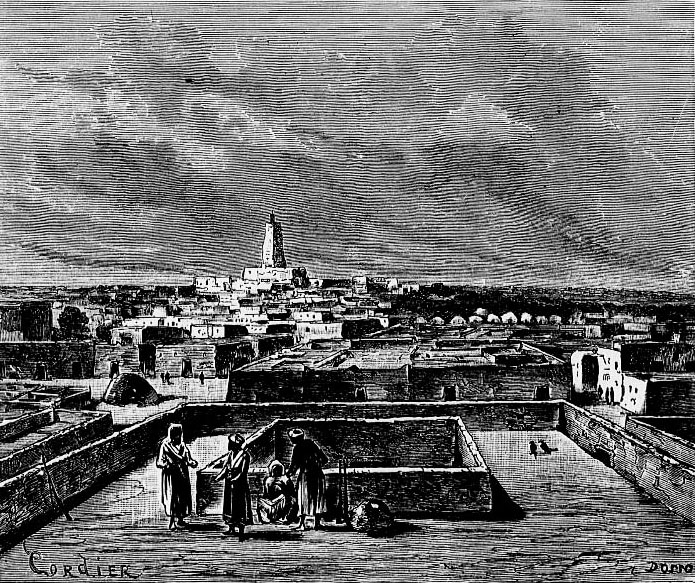
Vue de Tombouctou en 1888

Depuis la Conférence de Berlin en 1885, à l’initiative de Bismarck, la « ruée impérialiste » en Afrique prend de l’ampleur et s’accélère. Le but de cette conférence était de « régler la liberté de commerce dans les bassins du Congo et du Niger, ainsi que les occupations nouvelles de territoires sur la côte occidentale de l’Afrique ». Cela a entraîné une course des armées européennes en Afrique afin d’étendre et de « pacifier » les zones d’influences des comptoirs européens de plus en plus loin dans les terres.
Ces armées coloniales sont très faibles en nombre, et sont majoritairement constituées de soldats africains, encadrés par des officiers européens. C’est le cas notamment de l’armée française, qui, en Afrique de l’Ouest est composée de « tirailleurs sénégalais », venant de toute l’Afrique de l’Ouest, et généralement composée d’anciens esclaves.
En 1883, l’armée française, dirigée par Gustave Borgnis-Desbordes s’était déjà emparée de Bamako, alors village fortifié de 600 habitants, située à 700 kilomètres au sud-ouest de Tombouctou sur le Niger. De plus, sur recommandation de Gallieni qui appelle « préparez-vous à votre grand voyage à Tombouctou », le lieutenant Caron, en 1887, puis le lieutenant Jayme, en 1889, avaient déjà remonté le Niger en direction de Tombouctou avec des canonnières. Cela débouche sur les conquêtes de Ségou et du Macina le long du Niger, entre Bamako et Tombouctou. Le Soudan français est créé le 18 août 1890, avec un gouvernement militaire, dont le lieutenant-colonel Louis Archinard est le commandant supérieur. Par le décret du 27 août 1892, le Soudan français devient une colonie autonome avec Kayes comme capitale et Louis Archinard, premier gouverneur. Le gouverneur français entreprend alors une progression dans le nord du Soudan français en particulier vers Tombouctou qui fait l’objet d’un mythe depuis des siècles, dans la poursuite du projet de conquête du colonel Faidherbe, principal artisan de la conquête du Soudan.

### Le mythe de Tombouctou et la volonté de conquête
Tombouctou est depuis le Moyen Âge très présente dans les esprits européens autour de son rayonnement, et de sa richesse. On considère effectivement qu’au faîte de sa grandeur, au XVIe siècle, la ville comptait 100 000 habitants. Cette ville était alors considéré comme un foyer de culture grâce à sa mosquée de Sankoré, qui faisait office d’université islamique durant l’Empire songhaï. Ces caractéristiques faisaient alors de Tombouctou un pôle culturel, démographique et économique, par laquelle transitent de nombreux esclaves et surtout l’or du Mali. Cette image perdure dans l’esprit des Européens, en raison des récits de voyage des lettrés musulmans médiévaux, tels qu’Ibn Battûta. Cependant, lorsque le voyageur français René Caillié arrive en avril 1828, il est assez déçu de trouver Tombouctou tombant en ruine, bien qu’il la qualifie de « la ville la plus belle qu’il [ait] vue en Afrique ». Cependant, cette mise à jour de la situation de Tombouctou pour les Français a finalement peu d’incidence sur les représentations de la ville, et l’image de la prestigieuse ville riche en or persiste et encourage les militaires français à la conquérir à la fin du XIXe siècle. Ainsi, Gallieni la mentionne sous le titre de « célèbre cité africaine ».

## Déroulement

### Autonomie, volonté de faire carrière, faits d’arme.
En raison de ce mythe de Tombouctou, les jeunes officiers français, finalement peu contrôlés par le pouvoir civil local ont en tête de conquérir Tombouctou. Cependant, le gouvernement français, soucieux de faire des économies financières et humaines ne juge pas essentiel de remonter le Mali actuel en direction du Sahara, région peu peuplée et assez hostile aux progressions françaises. En effet, le massacre de la mission Flatters dans le Sahara en 1881 est encore présent dans les esprits.
Cependant, les conquêtes ne sont alors pas réellement ordonnées, et les officiers sont alors très autonomes et ambitieux. Ces jeunes officiers et sous-officiers récemment sortis des grandes écoles militaires, généralement aux moins bons rangs voient de nouvelles conquêtes comme le moyen d’être décorés et d’obtenir des promotions plus rapidement. Le pouvoir civil des colonies et de la métropole ont du mal à contrôler les débordements, exactions et pillages de ces troupes coloniales, comme ce fut par exemple le cas plus tard lors de la mission Voulet-Chanoine en 1889.
En 1892 et 1893, Louis Archinard avait déjà conquis Mopti et Djenné. Cependant, il est remplacé en 1893 par le colonel Bonnier qui se retrouve temporairement à la tête de la colonie, avant l’arrivé de Grodet, un gouverneur civil. Bonnier entreprend alors de prendre Tombouctou avant l’arrivée du pouvoir civil.

### L’expédition dulieutenant Boiteux
Le lieutenant Boiteux, commandant de la flottille du Niger, précédait le convoi de 300 pirogues du colonel Bonnier, qui descendait le Niger en direction de Tombouctou. Le lieutenant Boiteux qui était en reconnaissance pour le colonel Bonnier avait reçu l’ordre d’attendre le convoi à Mopti, mais outrepassa ses instructions, et entra à Tombouctou le 15 décembre 1892 avec son équipage et un canon revolver, ce qui représente environ une dizaine d’hommes. En prétendant libérer la ville de l’emprise des Touaregs (les dirigeants de Tombouctou payaient des impôts aux Touaregs de la région), il pensait être accueillis les bras ouverts par la population craintive des Touaregs, mais s’est en réalité retrouvé piégé dans la ville par ceux-ci. En effet, Al Kaya de Tombouctou, autorité politique de la ville avait écrit aux Français dans une lettre en 1884 « si vous ne venez que pour faire du commerce, vous serez les bienvenus, si vous venez dans d’autres intentions, sachez que le pays ne vous appartient pas ». Il fait élever 2 fortins dans lesquels il se barricade en attendant le renfort de Bonnier.

### Le «raid merveilleux» de Bonnier

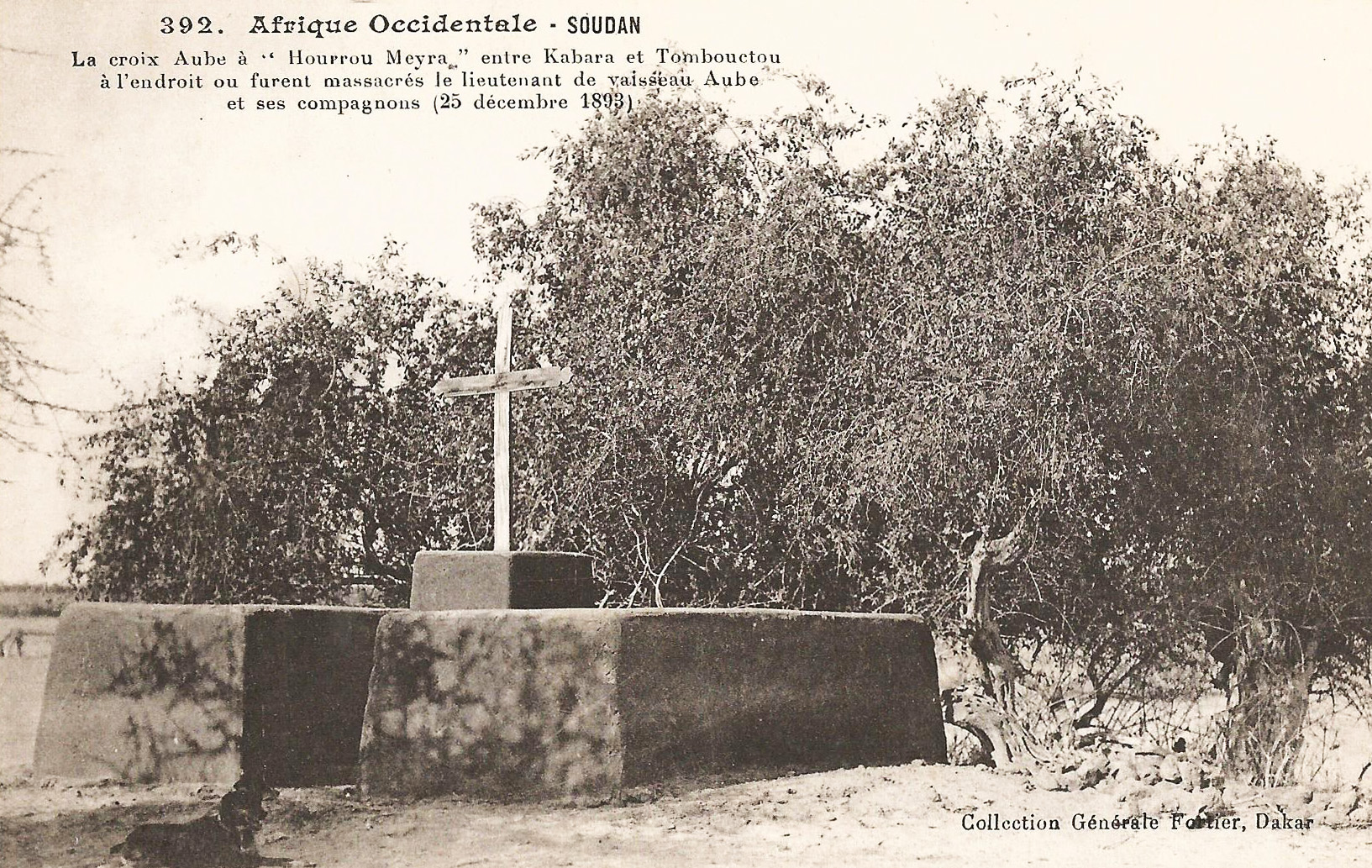
La croix Aube à Hourrou Meyra.

Le 26 décembre 1892, le colonel Bonnier, averti de l’indiscipline de Boiteux, précipite son départ de la ville de Ségou sur le Niger avec pour projet de rejoindre Tombouctou. Il confie alors à Joffre, dans le même temps, une colonne secondaire qui effectue le chemin par voie terrestre, afin de préparer la construction d’un chemin de fer.
Le 28 décembre, l’enseigne Aube, adjoint de Bonnier resté au port de Kabara et 15 membres de son équipage sont tués par des Touaregs Tenguérif, ce qui attise la haine et la méfiance de Bonnier contre les nomades. Sa colonne continue toutefois sa route et le 10 janvier 1893, il entre dans la ville sans combattre dans ce qu’on a alors qualifié de « raid merveilleux ». Un membre de l’expédition Bonnier écrit alors : « C’est l’arme sur l’épaule que la colonne entre dans la ville. Les habitants sont enchantés de son arrivée. Maintenant, ils n’ont plus à craindre les fameux Touaregs, qui d’ailleurs n’ont pas jugé prudent de se montrer ».

### Une région non contrôlée
Deux jours après leur arrivée dans la ville, le colonel Bonnier et 94 hommes partent chercher le reste de sa colonne, restés plus au Sud. Dans les environs de Tombouctou, ils commettent des exactions contre les Touaregs, pillant et détruisant les campements des nomades touaregs, et violant les femmes, en guise de représailles du massacre de l’enseigne Aube. Le 14 janvier, la troupe de Bonnier campe à Takoubao, à quelques dizaines de kilomètres au sud de Tombouctou. Pendant la nuit, le campement est attaqué par des Touaregs et le chef Tenguérif Chaboun. Sur les 95 hommes de la troupe de Bonnier, 94 sont tués, soit 14 officiers et sous-officiers français, et 70 soldats et auxiliaires « sénégalais ».

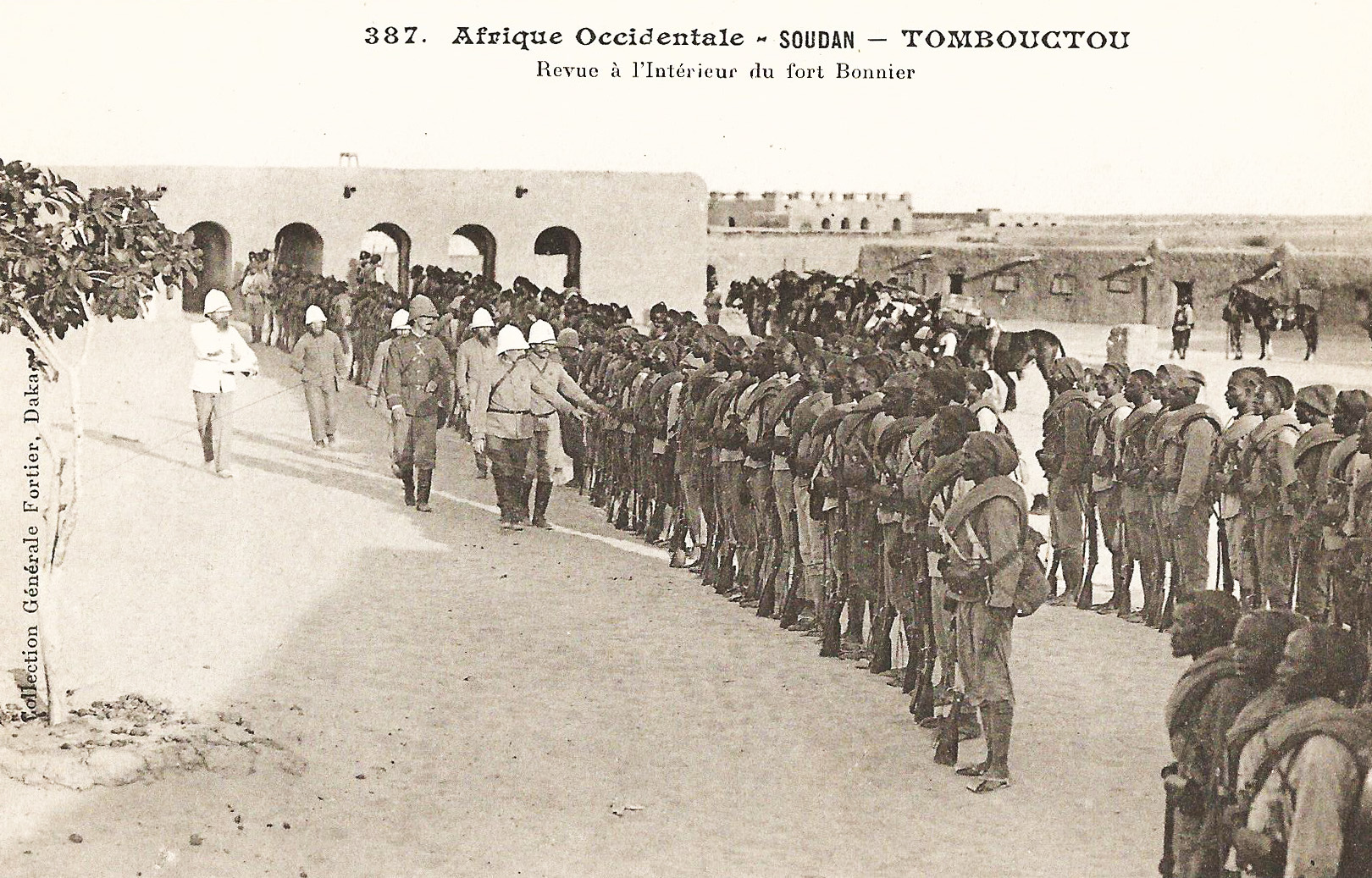
Revue à l'intérieur du fort Bonnier que Joffre a fait construire à Tombouctou.

### Joffre et la mise sous contrôle de la région
Le commandant Joffre n’arrive à Tombouctou que le 12 février, près d’un mois après la mort du colonel Bonnier. Cela suscite la polémique en raison de la lenteur de sa marche, et du temps qu’il a mis pour arriver. La colonne de Joffre souffrait en fait d’un manque de ravitaillement en eau. Cependant, si la ville est bien occupée par les troupes françaises, celles-ci sont bloquées dans la ville pendant près d’un an, en raison de la résistance menée par les Touaregs de la région qui enserrent la ville. Joffre fait construire deux postes fortifiés au Sud et au Nord pour sécuriser la ville. Jusqu’en 1894, au départ de Joffre les Français mènent des escarmouches en dehors de la ville face aux nomades, mais sont confrontées aux difficultés de leurs troupes « sénégalaises », habituées à combattre dans la savane plutôt que sur terrain désertiques, quant à eux bien connus et maîtrisés par les Touaregs. Les abords de Tombouctou sont pacifiés en juillet 1894, après la victoire des Français sur les Tenguérif, et la prise de leur bétail (50 chevaux, 8000 moutons, 400 bœufs) qui ruine la tribu. Les tribus non guerrières se rangent du côté des Français, mais les tribus plus importantes ne se soumettent pas directement aux français.
La conquête finale de la région débute en 1896 en remontant le fleuve Niger en direction de l’Algérie. Il s’agit alors d’opérations militaires alternées à des négociations avec les Touaregs. Les Touaregs Iwllemmedan se soumettent finalement en janvier 1903, date qui marque la fin de la pacification de la région. Le reste du Soudan français est finalement conquis au nord de Tombouctou. La question se pose alors de savoir si la région du Kidal serait administrée par l’AOF et le ministère des colonies, ou alors par l’Algérie et le Ministère de l’Intérieur. Finalement, l’Adagh fut rattaché au Haut-Sénégal-Niger, nouveau nom du Soudan, et dépendait donc de l’AOF. Tombouctou quant à elle devient la ville de garnison des troupes françaises dans le Sahara soudanais.